# Mirjam Kristensen

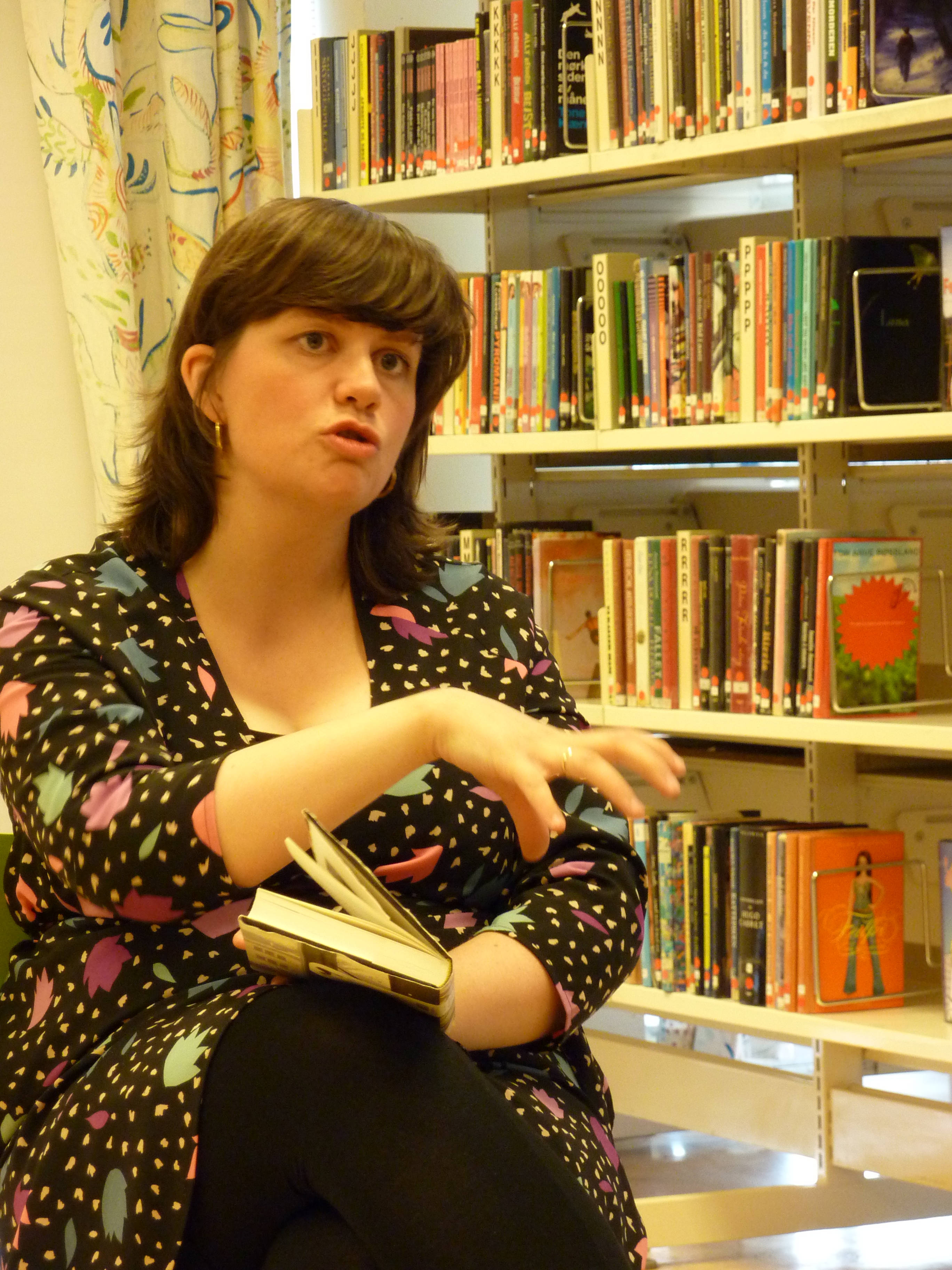
Mirjam Kristensen, 2010

Mirjam Kristensen (* 17. Mai 1978 in Farsund) ist eine norwegische Schriftstellerin. Heute lebt sie in Kristiansand.

## Leben
Kristensen wuchs in den Städten Flekkefjord und Lyngdal auf. Sie studierte Ideengeschichte und Literaturwissenschaft an der Universität Oslo. Außerdem besuchte sie die Autorenschule Heimly Folkehøgskole in Troms. Sie ist Bibliothekarin und war zunächst für die Stiftelsen Arkivet in Kristiansand tätig, eine 1998 gegründete Stiftung zur Verwaltung des Staatsarchivs aus der Zeit von 1942 bis 1945, welches sich im sogenannten Arkivet, dem damaligen Gestapo-Hauptquartier befindet. Kristensen gab die Jahresschrift der Stiftung, Nytt blikk, heraus. Derzeit arbeitet sie für die öffentliche Bibliothek der Stadt (Kristiansand Folkebibliotek).
Kristensen ist mit dem Schriftsteller und Buchkritiker Pål Gitmark Eriksen (* 1973) verheiratet. Sie haben zwei Kinder.

## Werk
Kristensen schrieb bisher fünf Romane, für die sie verschiedene Preise und Stipendien erhielt. 2000 veröffentlichte sie ihr Debüt, das auch ins Französische übersetzt wurde. Ihr dritter Roman En ettermiddag om høsten war, als er 2006 erschien, in Skandinavien sehr erfolgreich. 2009 erschien er in der deutschen Übersetzung von Ina Kronenberger unter dem Titel Ein Nachmittag im Herbst im Dörlemann Verlag.
Neben ihren Romanen veröffentlichte Kristensen auch Beiträge in den Anthologien Berørt (1998), Prosa fra en liten by (2002) und Art is not an intellectual way of thinking (2014).

## Veröffentlichungen (Auswahl)
- Dagene er gjennomsiktige. Tiden Norsk Forlag, Oslo 2000, ISBN 82-10-04571-7 (franz.: Les jours sont transparents, 2007).
- De som er ute i regnværet. Tiden Norsk Forlag, Oslo 2000, ISBN 82-10-04670-5.
- En ettermiddag om høsten. Forlaget Oktober, Oslo 2006, ISBN 82-495-0267-1.
  - Deutsche Version: Ein Nachmittag im Herbst. Dörlemann, Zürich 2009, ISBN 978-3-908777-48-9.
- Et rikt liv. Forlaget Oktober, Oslo 2009, ISBN 978-82-495-0700-9.
  - Deutsche Version: Ein reiches Leben. Dörlemann, Zürich 2011, ISBN 978-3-908777-63-2.
- Jeg har ventet på deg. Forlaget Oktober, Oslo 2014, ISBN 978-82-495-1416-8.

## Preise
- 2007: Tarjei-Vesaas-Debütantenpreis
- 2002: Sørlandets litteraturpris für den Roman De som er ute i regnværet (sowie Nominierungen 2000, 2010 und 2015)[3]
- 2007: Bjørnsonstipendet
- 2010: Amalie Skram-prisen